# Comuna Holovețko, Skole
Holovețko (în ucraineană Головецько) este o comună în raionul Skole, regiunea Liov, Ucraina, formată din satele Holovețko (reședința) și Pșoneț.

## Demografie
Componența lingvistică a comunei Holovețko
     Ucraineană (100%)
Conform recensământului din 2001, toată populația comunei Holovețko era vorbitoare de ucraineană (100%).